# Petilia Policastro
Petilia Policastro est une commune italienne de 8 844 habitants de la province de Crotone dans la région Calabre. Un décret du 28 février 2011, lui confère le titre de ville. Depuis 2009, le nom de Petilia Policastro est connu dans toute l'Italie comme la ville d'origine de Lea Garofalo.

## Histoire
Selon la légende, Philoctète, après la prise de Troie, se rendit en Calabre, où il bâtit la ville de Pétilie, autour du XIIe siècle avant notre ère. 
En 1065, les habitants se révoltèrent contre la domination normande ; la révolte fut maîtrisée par Robert Guiscard, duc d'Apulie et de Calabre, qui détruisit la ville et déporta ses habitants (ou une partie) à Nicotera.

## Administration
| Période                                  | Période | Identité | Étiquette | Qualité |
| ---------------------------------------- | ------- | -------- | --------- | ------- |
| Les données manquantes sont à compléter. |         |          |           |         |

### Hameaux italiens
Camellino, Foresta, Pagliarelle.

### Communes limitrophes
Cotronei, Mesoraca, Roccabernarda, Taverna.

## Personnalités
- Lea Garofalo (1974–2009), dénonciatrice et victime de la 'Ndrangheta est née à Petilia Policastro. Elle a choisi de dénoncer les crimes de la 'Ndrangheta dont elle a essayé de sortir toute sa vie. Elle a été assassinée à Milan par son mari, le mafieux Carlo Cosco en représailles pour avoir collaboré avec les autorité judiciaires italiennes en tant que témoin de justice [3].